# 100th Memorial Live LIVE INFINITY 2002 at 武道館
『100th Memorial Live 〜Live Infinity 2002 at 武道館〜』（ハンドレッドスメモリアルライブ ライブインフィニティにせんにアットぶどうかん）は、日本のバンド、Janne Da Arcのライブビデオ。2002年12月26日発売。発売元はエイベックス。

## 解説
2002年9月7日に日本武道館で行われた、通算100回目のライブ。「2002 tour GAIA」の直後に行われたライブの為か、セットリストの大半が前回のツアーで演奏された曲で構成されている。
収録曲「セル」のみにマルチアングル機能がついている。また今作から『男尻Night』、『ARCADIA CLIPS』、『Live 2005 "Dearly" at Osaka-jo Hall 03.27』の作品には、メンバーがそれぞれライブの演出解説や楽曲の制作秘話などを語る音声が収録されている「副音声機能」がついており、トップメニュー画面から「副音声機能」にすることによって視聴が可能である。

## 収録曲
1. NEO VENUS
2. MOTHER BRAIN
3. セル
4. Lunatic Gate
5. prism
6. Dear my...
7. feel the wind
8. -救世主 メシア-
9. ソロパート （kiyo→you→kiyo→shuji→ka-yu→メンバー全員）
10. GAIA
11. 7-seven-
12. sister
13. Dry?
14. will 〜地図にない場所〜
15. still
16. Liar
17. シルビア
18. Shining ray
19. GUNS
20. RED ZONE
21. Stare